# Oasis of the Seas
Die Oasis of the Seas (deutsch „Oase der Meere“) ist ein Kreuzfahrtschiff der Reederei Royal Caribbean International und das Typschiff der Oasis-Klasse. Bis zur Ablösung durch sein 2010 in Dienst gestelltes Schwesterschiff Allure of the Seas war es das größte Schiff der Welt.

## Geschichte

### Bau, Überführung und Indienststellung
Die Royal Caribbean Cruises Ltd. erteilte am 4. Februar 2006 der finnischen Werft Aker Yards (heute: Meyer Turku OY) den Auftrag zum Bau des Schiffs. Zu Beginn noch als Project Genesis bezeichnet, wurde der Name Oasis of the Seas im Mai 2008 bekannt gegeben. Der Leitsatz der Reederei zum Bau lautete „Wir bauen das Unglaubliche“.
Die Kiellegung des Schiffes mit der Baunummer 1363 fand am 19. Juni 2007 auf der Werft in Turku statt. Am 21. November 2008 wurde das Baudock geflutet und der Ausbau fortgesetzt. Die Probefahrten auf der Ostsee begannen am 8. Juni 2009 und konnten Mitte des gleichen Monats abgeschlossen werden. Das Schiff wurde am 28. Oktober 2009 an die Reederei übergeben.
Am Morgen des 30. Oktober 2009 begann die Überführung nach Port Everglades bei Fort Lauderdale. Nach der Fahrt durch die Ostsee erreichte die Oasis of the Seas am Abend des 1. November 2009 die Storebaelt-Brücke, die eine Durchfahrtshöhe von 65 Metern hat. Um die Brücke zu passieren, mussten die Abgasrohre eingefahren werden. Zusätzlich wurde das Schiff auf nahezu Höchstgeschwindigkeit gebracht, wodurch ein größerer Tiefgang erzeugt wird (Squat-Effekt). Zwischen den Aufbauten des Schiffs und der Brücke blieb etwa ein halber Meter Platz.
In Solent wurden Werftarbeiter an Bord genommen. Während der Überquerung des Atlantiks wurden Höchstgeschwindigkeiten von 24 Knoten (etwa 44 km/h) erreicht. Bei stürmischem Wind und hoher See auf dem Nordatlantik wurde eines der Rettungsboote leicht beschädigt. Wetterbedingt zwei Tage später als geplant, traf die Oasis of the Seas am Morgen des 13. November 2009 in ihrem Heimathafen ein.
Die Schiffstaufe fand am 30. November 2009 in Fort Lauderdale statt. Um die sieben Themenbereiche („Neighbourhoods“) des Schiffes zu repräsentieren, wurden auch sieben Taufpatinnen benannt:
- Gloria Estefan (US-amerikanische Sängerin, ist bereits Patin der Empress of the Seas)
- Michelle Kwan (US-amerikanische Eiskunstläuferin)
- Jane Seymour (britisch-US-amerikanische Schauspielerin und Filmproduzentin)
- Dara Torres (US-amerikanische Schwimmerin und Sportkommentatorin)
- Keshia Knight Pulliam (US-amerikanische Schauspielerin)
- Shawn Johnson (US-amerikanische Kunstturnerin)
- Daisy Fuentes (kubanische Moderatorin, Model und Schauspielerin)

### Einsatz
Die im Schiffsregister der Bahamas eingetragene Oasis of the Seas unternimmt ganzjährig Kreuzfahrten in die Karibik. Am 5. Dezember 2009 lief das Schiff von Fort Lauderdale zur Jungfernfahrt aus und legte während der einwöchigen Kreuzfahrt in Saint Thomas, Sint Maarten und den Bahamas an. Zum Zeitpunkt der Jungfernfahrt waren nur diese Ziele technisch und logistisch für die Ankunft eines Kreuzfahrtschiffes dieser Größe vorbereitet.

### Unfall
Am 1. April 2019 wurde Oasis of the Seas bei einem Unfall in einem Trockendock auf den Bahamas so schwer beschädigt, dass sie zu Reparatur nach Cádiz gebracht werden musste. Acht Personen erlitten beim Unfall nicht lebensbedrohliche Verletzungen.

## Maschinenanlage und Antrieb
Die Oasis of the Seas ist mit einer dieselelektrischen Maschinenanlage ausgerüstet, die als Kraftwerk das gesamte Schiff mit elektrischer Energie und Prozesswärme versorgt. Sie besteht aus sechs mittelschnell laufenden Viertakt-Dieselmotoren vom Typ Wärtsilä 46 mit Common-Rail-Einspritzung. Mit dieser Technik wird der Schadstoffausstoß der Motoren stark reduziert. Abgase sind unter allen Betriebszuständen kaum sichtbar. Drei V-12-Zylinder- und drei V-16-Zylinder-Motoren sind in zwei Gruppen zusammengefasst. Die Gesamtleistung beträgt mehr als 88 MW.
Die elektrische Anlage wurde von ABB entwickelt und gebaut. Sie umfasst unter anderem die sechs Hauptgeneratoren mit dazugehörenden Schalteinrichtungen, drei Antriebssysteme des Typs ACS6000 mit entsprechenden Zusatzbaugruppen sowie die Antriebe für die vier Bugstrahlruder. Die Notstromgeneratoren werden von zwei MTU-Dieselmotoren des Typs 16V4000 angetrieben.
Drei im Heck eingebaute ABB „Azipod“ Propellergondeln, die zum Steuern und Manövrieren um 360° gedreht werden können, sorgen für den Antrieb des Schiffes. In jeder Gondel befindet sich ein Elektromotor, der eine Leistung von 20 MW direkt auf einen in Fahrtrichtung nach vorn gerichteten Fünf-Blatt-Festpropeller (sogenannter Zugpropeller, Durchmesser: sechs Meter) überträgt.
Das Vierfach-Bugstrahlruder wurde von Wärtsilä entwickelt und gebaut. Die Anlage arbeitet mit Verstellpropellern, die mit konstanter Drehzahl laufen, und leistet 22 MW. Sie dient zum Manövrieren in Häfen sowie bei geringen Geschwindigkeiten und verleiht der Oasis of the Seas trotz ihrer Größe eine hohe Wendigkeit.

## Ausstattung

### Kabinen

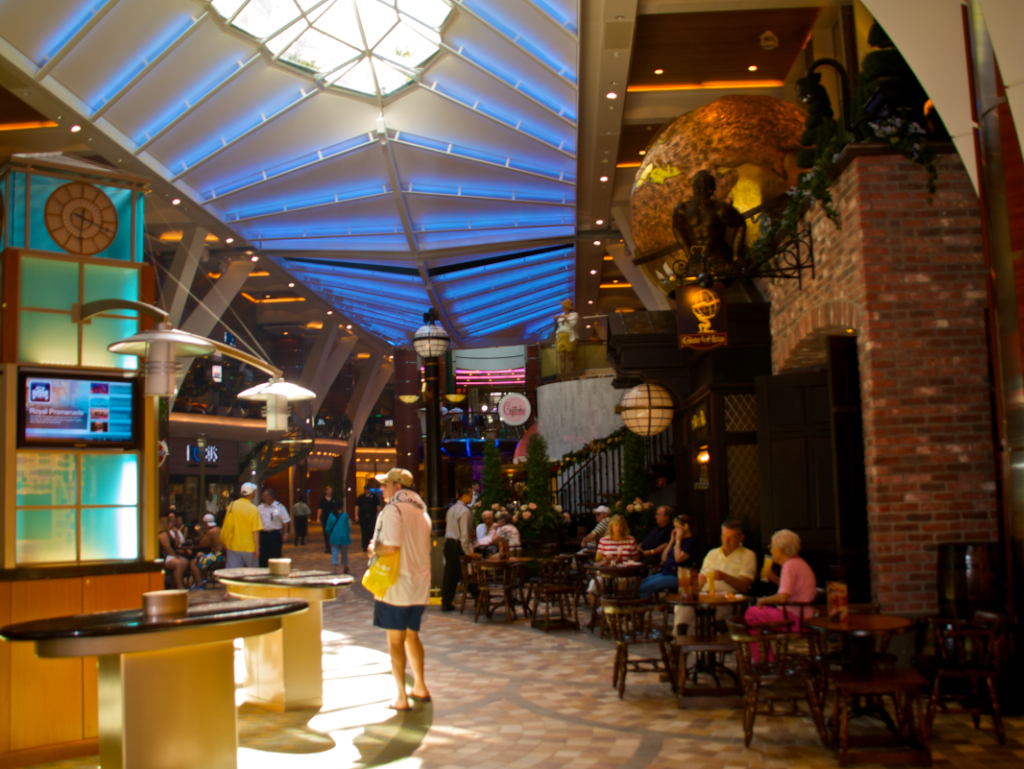
Blick ins Innere

Die Oasis of the Seas verfügt über insgesamt 2.704 Kabinen in 37 verschiedenen Kategorien, davon sind 46 behindertengerecht ausgestattet. Da die Kabinen in zwei auf dem Rumpf stehenden Hotelblöcken liegen, konnten ungewöhnlich viele Außenkabinen mit Balkon (1.956 Einheiten) geschaffen werden. Das Angebot reicht von der Standardkabine bis zu den 28 neu konzipierten großzügigen Lofts, die auf der Oasis of the Seas zum ersten Mal realisiert wurden. Die Lofts befinden sich auf den beiden oberen Decks.
Die zweistöckige „Royal Loft Suite“ ist mit einer Fläche von 141 m² das größte Loft an Bord. Es ist unter anderem mit einem Flügel, einer Bibliothek, einem Balkon mit LCD-Fernseher sowie einem Whirlpool ausgestattet. Die „Royal Loft Suite“ kann mit der „Crown Loft Suite“ zu einer Wohneinheit von 192 m² verbunden werden.
Neben den Lofts ist das Schiff auch mit komfortablen Suiten ausgestattet. Die Ausstattung der „Royal Suite“ orientiert sich an der „Royal Loft Suite“ und ist für vier Personen ausgelegt. Die „Presidential Family Suite“ bietet Platz für bis zu 14 Personen. Sie verfügt u. a. über vier Schlafzimmer und vier Badezimmer.
Von den sechs „AquaTheater Suiten“ hat man freien Blick auf den „Boardwalk“ und das „AquaTheater“. Diese Suiten sind für acht Personen ausgelegt und sind jeweils mit zwei Schlafräumen und zwei Badezimmern ausgestattet.

### Die Themenbereiche („Neighbourhoods“)
Eine Besonderheit der Oasis of the Seas sind die sogenannten „Neighbourhoods“ (dt. „Nachbarschaften“, „Umgebungen“), die sich überwiegend zwischen den beiden Kabinenblöcken befinden. Dabei handelt es sich um thematisch gegliederte Bereiche, die teilweise mit einer Vielzahl tropischer Pflanzen ausgestattet sind.

#### Entertainment Place (Deck 4)
Der Entertainment Place ist einem großstädtischen Ausgehviertel nachempfunden und bietet in diversen Bars, Clubs, Lounges und Theaterbühnen umfangreiche Unterhaltungsmöglichkeiten.
- Opal Theater: Haupt-Theatersaal mit etwa 1400 Sitzplätzen; erstreckt sich über drei Decks
- Comedy Live: Comedy-Bühne
- Jazz on 4: Jazzclub im Stil der 1920er Jahre
- Blaze: Nachtclub
- Dazzle: Tanz-Lounge mit Fensterfronten zum „Boardwalk“ und zum „Aqua-Theater“
- Studio B: Theater mit Eisfläche
- Casino Royale: Spielkasino im Stil der Casinos der Côte d’Azur.

#### Vitality At Sea Spa und Fitness Center (Decks 5 und 6)
Das „Vitality At Sea Spa“ und das Fitness Center bilden den Wellness-Bereich der Oasis of the Seas.

#### Royal Promenade (Deck 5)
Die „Royal Promenade“ bildet den Eingangsbereich und ist das Herz des Schiffs. Sie übertrifft in ihrer Größe die Promenaden der Schiffe aus der Voyager- und Freedom-Klasse und ist mit 19 Metern mehr als doppelt so breit wie auf der Freedom-Klasse. Hier befinden sich neun Restaurants und Bars sowie acht Geschäfte. Auf einer ausfahrbaren Bühne in drei Metern Höhe wird am Abend Unterhaltung geboten.

#### Boardwalk (Deck 6)

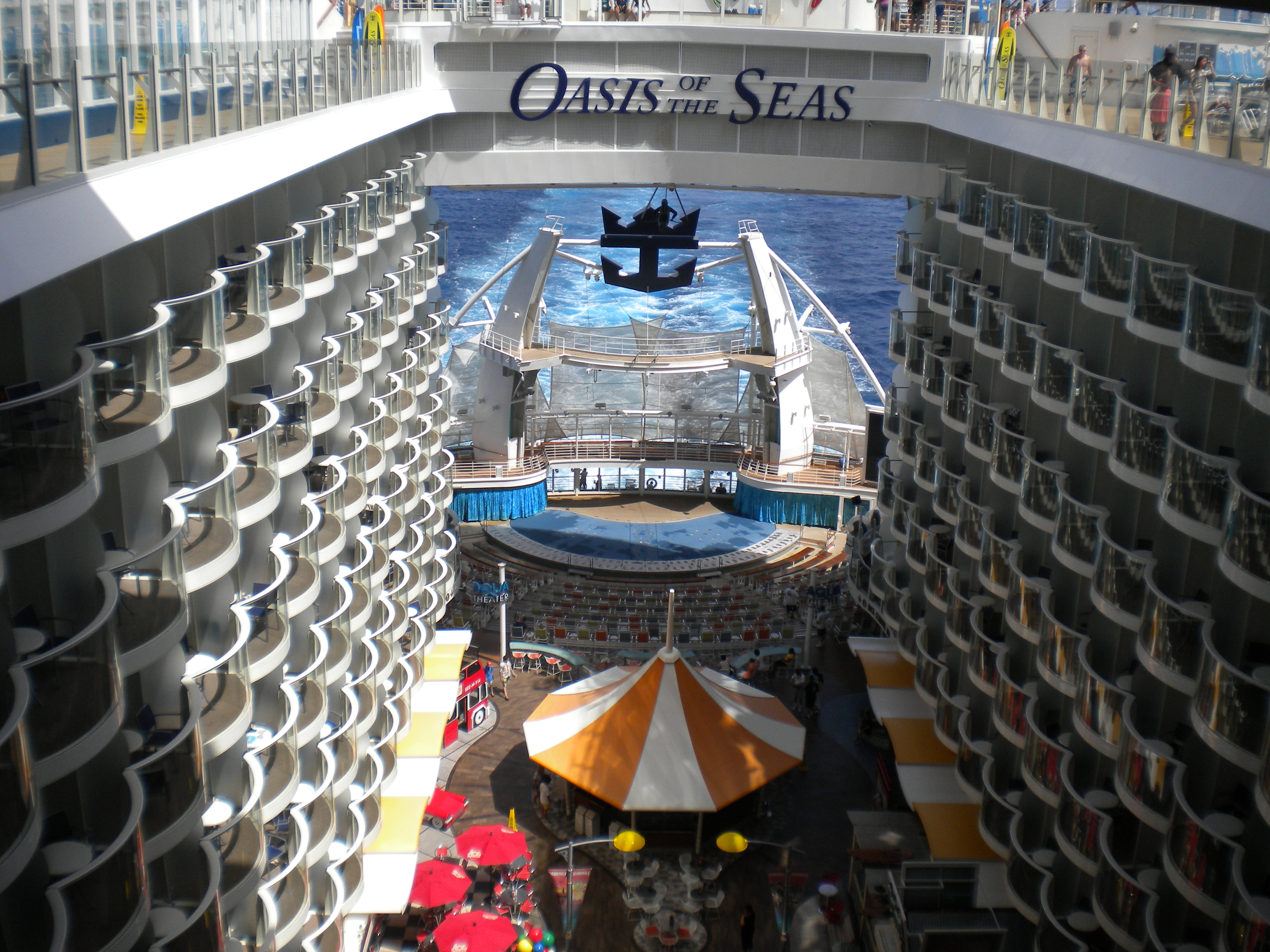
Blick auf den Boardwalk und das AquaTheater

Der „Boardwalk“ ist den jahrmarktähnlichen Piers entlang der englischen Küste und nostalgischen Strandpromenaden nachempfunden. Er endet am Heck des Schiffes mit dem „AquaTheater“, einem offenen Amphitheater mit 735 Sitzplätzen, das u. a. für Wasserakrobatik genutzt wird. Der Pool kann tagsüber von den Gästen genutzt werden. Außerdem werden hier Tauchkurse durchgeführt. Er hat eine Tiefe von 5,4 m und ist damit der tiefste Pool, der je auf einem Kreuzfahrtschiff realisiert wurde. In unmittelbarer Nähe des „AquaTheater“ befinden sich die beiden Kletterwände. Der Mittelpunkt des „Boardwalk“ ist ein Karussell mit handgeschnitzten, hölzernen Figuren. Von den 235 Kabinen in diesem Teil bieten die sechs „AquaTheater Suiten“ direkten Blick auf das „AquaTheater“. Die übrigen Kabinen öffnen sich zum „Boardwalk“ (die meisten mit Balkon).

#### Central Park (Deck 8)
Der „Central Park“ stellt eine Art Stadtpark dar, der sich – nach oben offen – längs über das Schiff erstreckt. Auf beiden Seiten der Promenade gibt es sieben Freiluft-Restaurants. Eine Neuheit ist die „Rising Tide Bar“, die sich zwischen der „Royal Promenade“ (Deck 5) und dem „Central Park“ (Deck 8) langsam auf und ab bewegt. Sie bietet Platz für 50 Besucher. Mehr als 300 Kabinen, die meisten mit Balkon, flankieren auf sechs Decks verteilt den „Central Park“. Große Glasfenster ermöglichen den Ausblick auf die „Royal Promenade“.

#### Youth Zone
Die „Youth Zone“ bietet verschiedene Themenspielplätze, in denen Kinder und Jugendliche von speziell geschulten Mitarbeitern betreut werden. Die Ausstattung der Spielplätze übernahmen verschiedene Partnerunternehmen.
- Kids Avenue: Hauptpromenade der „Youth Zone“
- Kid’s Arcade: Videospiele
- Workshop
- Imagination Studio
- Adventure Science Lab
- Play: kreisförmiger Spielbereich
- Adventure Ocean Theater: Kindertheater für Castingshow, Puppen-Musical ImaginOcean und andere Aktivitäten
- Fuel Disco
- Living Room: Bar mit alkoholfreien Getränken und Internet-Terminals

#### The Pool and Sports Zone (Decks 15 und 16)
Die „Pool and Sports Zone“ erstreckt sich über die gesamte Länge des Schiffs. Auf dem Pooldeck gibt es neben dem Hauptpool auch einen Pool mit Sandstrand. Familien sollen mit der „H2O-Zone“ angesprochen werden. Im hinteren Bereich, dem Sportsdeck, befinden sich eine 9-Loch-Minigolfanlage und ein Basketball-/Volleyballfeld. Mit einer als „ZipLine“ (Deck 16) bezeichneten Seilbahn kann man über 25 Meter vom Sportdeck aus über den „Boardwalk“ schweben. Auf dem Sonnendeck sind zwei auch von anderen Schiffen der Reederei bekannten „FlowRider“ (Simulatoren für Wellenreiten) untergebracht. Der vordere Teil der „Pool and Sports Zone“ („Solarium“) ist Erwachsenen vorbehalten und erstreckt sich über beide Decks. Der Teil ist großflächig verglast und nach oben offen. Zum „Solarium“ gehören auch sechs Whirlpools, von denen vier in 45 m Höhe über dem Meer über den Schiffsrand hinausragen.

### Rettungsboote

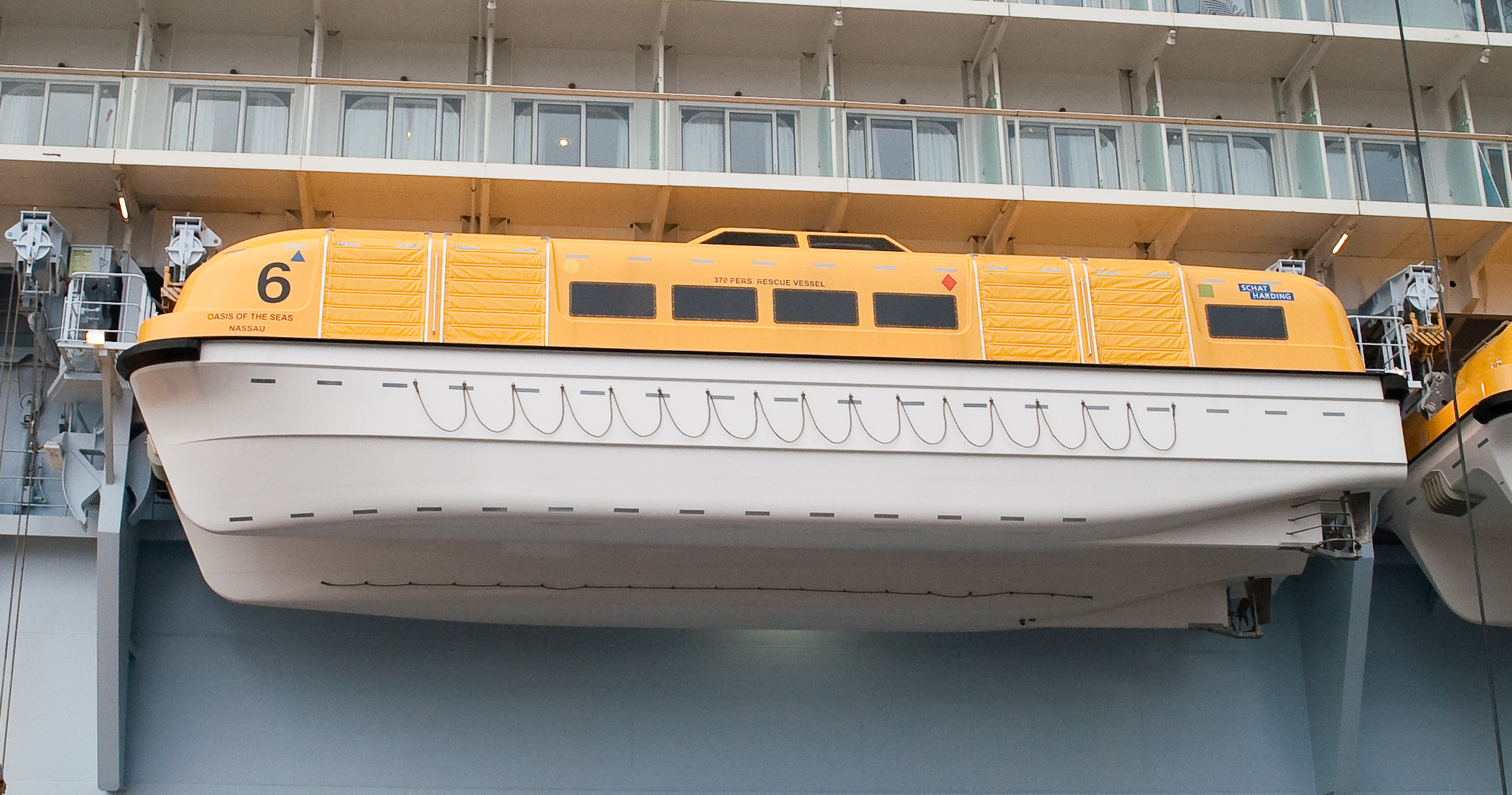
Rettungsboot der Oasis of the Seas

Die Oasis of the Seas führt 18 Doppelhüllen-Rettungsboote (von der Reederei wegen der Größe auch als „Rettungsschiff“ bezeichnet) des Typs Schat-Harding CRV55 mit sich. Die Katamaranboote sind rundum geschlossen und werden von zwei Dieselmotoren mit einer Leistung von je 52 kW (ca. 70 PS) angetrieben. Sie hängen frei über dem Wasser und können so direkt senkrecht abgesetzt werden, ohne ausgeschwenkt werden zu müssen. Jedes Boot hat eine Länge von 16,7 m, eine Breite von 6,6 m und ist für 370 Personen (354 Passagiere, 16 Besatzungsmitglieder) ausgelegt. Die Boote sind mit GPS, Staumöglichkeiten für Krankentragen und erstmals mit einer Toilette ausgestattet. Im Notfall sollen sie innerhalb von zwölf Minuten bestiegen werden können. Darüber hinaus gibt es aufblasbare Rettungsinseln.
Die Rettungswesten werden an Bord nicht mehr in den Kabinen untergebracht, sondern an den Sammelplätzen für Passagiere und Besatzung aufbewahrt.

## Zahlen und Fakten
- Die Oasis of the Seas ist aufgrund von Bautoleranzen knapp 5 cm kleiner als ihr Schwesterschiff, die Allure of the Seas. Sie war damit ab 2010 das zweitgrößte Kreuzfahrtschiff.
- 2019 ereignete sich ein Unfall bei einer Dockung bei Grand Bahama Shipyard[15]
- Auf der Oasis of the Seas wurden circa 241 km Rohrleitungen und circa 5.310 km elektrische Leitungen verlegt.
- Für den Anstrich wurden etwa 600.000 Liter Farbe benötigt.
- Die 21 Pools fassen etwa 2.300 m³ Wasser.
- Jeden Tag werden etwa 2.100 m³ Frischwasser benötigt.
- Im „Central Park“ befinden sich 12.175 Pflanzen, einige der Bäume sind über sieben Meter hoch.
- Auf der Oasis of the Seas gibt es die längste Jogging-Bahn auf See. Eine Runde umfasst 692 Meter.

## Schwesterschiffe
Die Oasis of the Seas gehört zur Oasis-Klasse und hat fünf Schwesterschiffe. Während die ersten beiden bei STX Finland im finnischen Turku entstanden, wurden die weiteren vier bei Chantiers de l’Atlantique in Saint-Nazaire gebaut.
- Allure of the Seas (2010)
- Harmony of the Seas (2016)
- Symphony of the Seas (2018)
- Wonder of the Seas (2022)
- Utopia of the Seas (2024)

Ein weiteres Schiff soll 2028 ebenfalls von der Werft Chantiers de l’Atlantique abgeliefert werden.

## Galerie

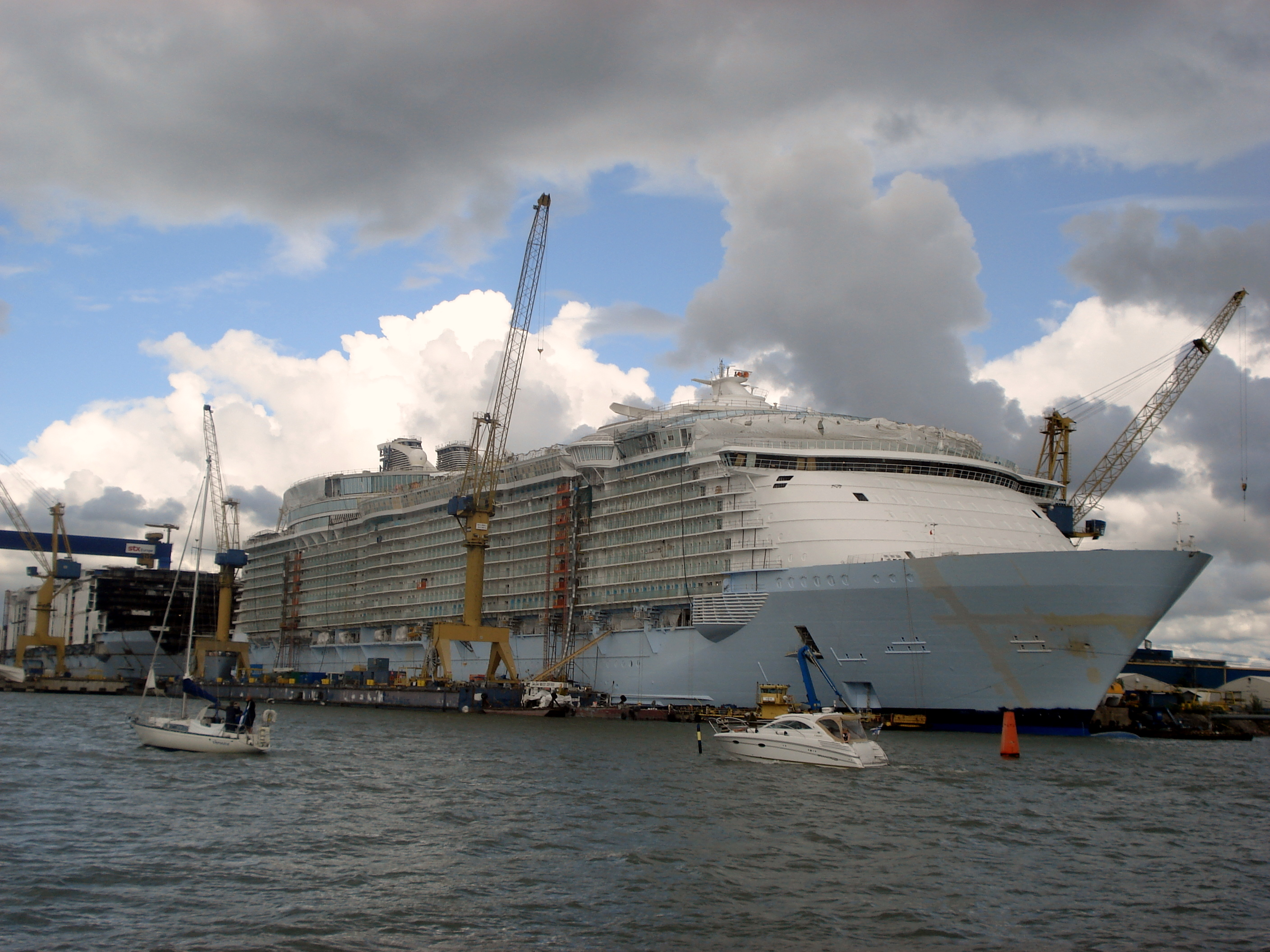
Schiff in der Werft im Bau (Juli 2009)
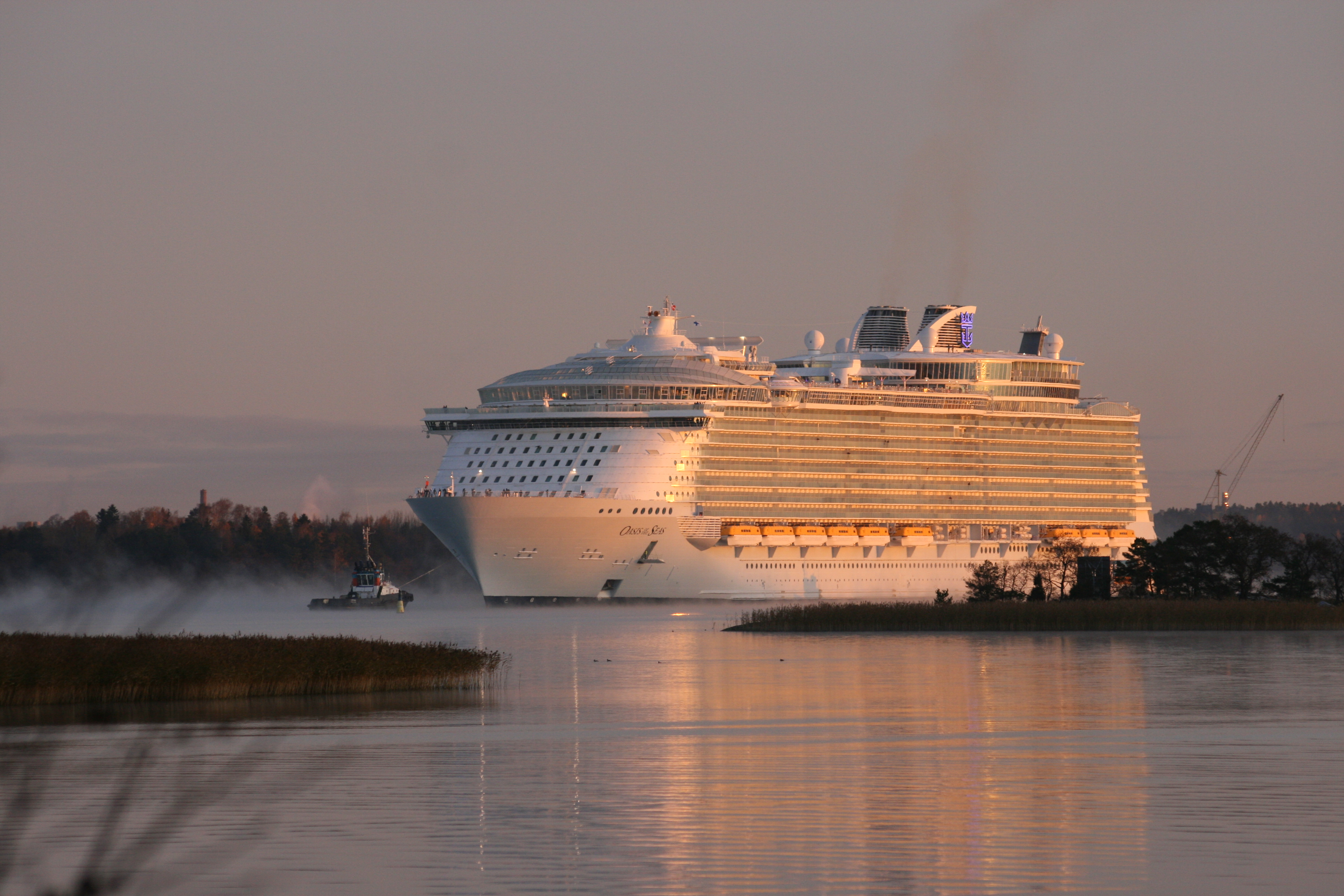
Die Oasis of the Seas beim Verlassen der Werft in Turku (Oktober 2009)
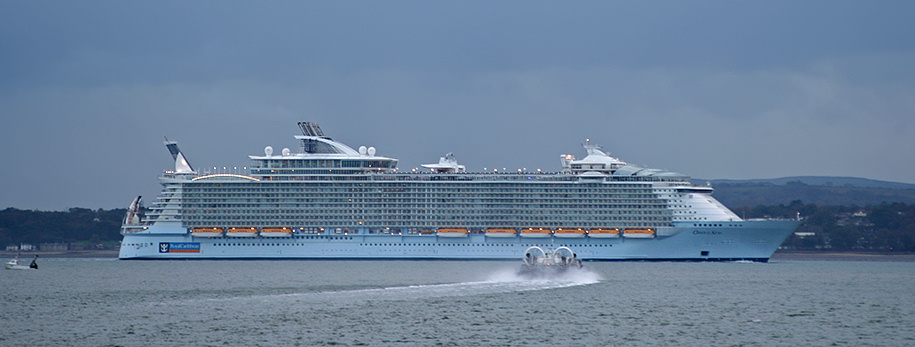
November 2009
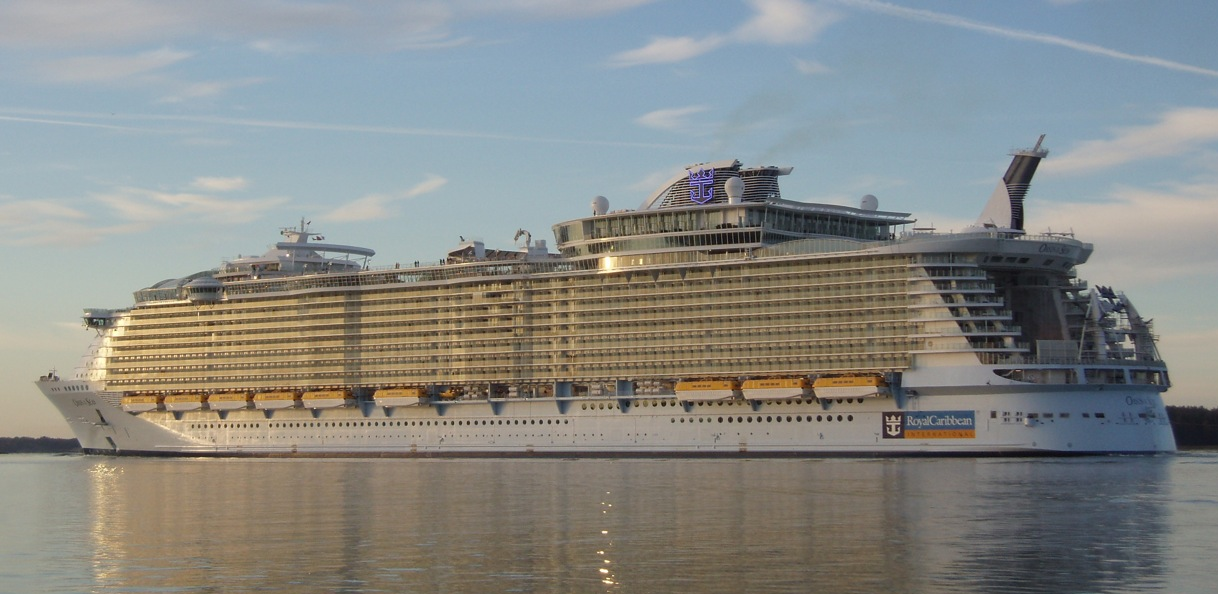
Oasis of the Seas am 30. Oktober 2009 in Turku